# Anomiopus gracilis
Anomiopus gracilis е вид насекомо от семейство Листороги бръмбари (Scarabaeidae).

## Разпространение
Видът е разпространен в Бразилия (Пара) и Венецуела.